# 黏弹性
黏彈性（viscoelasticity）在材料科學和連續介質力學中，是指當材料受力而形變時，同時表現出黏性和彈性的特性。黏性材料例如水，在受到應力時會抵抗剪切流動，並且會隨著時間線性地伸長。彈性材料在拉伸時會產生變形，壓力移除後會立即回復到原始狀態。日常生活中有許多具有黏彈性特性的材料。
黏彈性材料具有這兩種特性的元素，因此表現出時間依賴性形變。彈性通常是由有序固體中沿著晶體學平面的鍵伸展引起的，而粘度則是由非晶質材料中的原子或分子擴散引起的。

## 背景
在19世紀，像馬克思威爾、波茲曼和克爾文這樣的物理學家研究和實驗了玻璃、金屬和橡膠的潛變和恢復現象。當合成高分子聚合物被開發並應用於各種應用中時，黏彈性在20世紀後期進一步得到研究。黏彈性的計算很大部分取決於黏度 η 。 η 的倒數也被稱為流動性 φ 。若要計算黏度和流動性的任一值，可以以溫度的函數或作為給定值(例如計算活塞黏性)而導出。

不同種類材料，有不同的應變速率對剪切應力反應 。

根據材料內的應變速率對應應力的變化，黏度可以分為線性、非線性或塑性反應。當材料表現出線性反應時，被歸類為牛頓流體。在這種情況下，應力與應變速率成線性比例關係。如果材料對應變速率呈非線性反應，它被歸類為非牛頓流體。還有一種有趣的情況是，粘度隨著剪切/應變速率保持恆定而降低。展現這種行為的材料被稱為塑性流體。此外，當應力與應變速率無關時，材料表現出塑性變形。許多黏彈性材料表現出類似於橡膠的行為，可以通過聚合物彈性的熱力學理論解釋。
一些黏彈性材料的例子包括非晶聚合物、半晶聚合物、生物聚合物、極高溫下的金屬和沥青材料。當應變在彈性極限之外且快速施加時，材料會出現裂紋。生物組織中，韌帶和肌腱也黏彈性的，因此它們潛在的損壞程度取決於其長度變化的速率和施加的力量。日常生活中也有許多例子，例如塑膠或是雞蛋的蛋清。部分塑膠施加拉伸應力之後變形，之後則慢慢地恢復原狀。而雞蛋的蛋清看上去像液體，但取出之前在攪拌的筷子，蛋清多少會恢復原先的形狀。
一個黏彈性材料具有以下特性：
- 在應力-應變曲線中可見遲滯現象
- 出現應力鬆弛：保持一定應變引起應力降低
- 出現潛變：保持一定應力導致應變增加
- 它的剛度取決於應變速率{\displaystyle {\dot {\varepsilon }}}或應力速率{\displaystyle {\dot {\sigma }}}

## 彈性與黏彈性比較

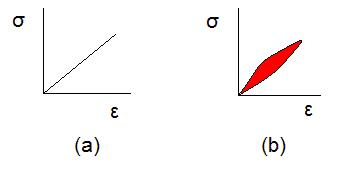
純彈性材料 (a) 和黏彈性材料 (b) 的應力-應變曲線 。紅色區域代表材料在荷載和卸載週期中，因遲滯現象形成的反應路徑，同時也代表材料的能量損耗(以熱能形式)，數學是可以 表示，其中 為應力、 為應變。

與純粹的彈性物質不同，黏彈性物質具有彈性和黏性成分。黏彈性物質的黏度使物質對時間具有應變速率依賴性。純彈性材料在施加負載後不會消散能量（以熱能形式），當施力被移除時亦然。然而，黏彈性物質在施加負載後消耗能量，當施力被移除時亦然。應力-應變曲線上觀察到潛變，其環狀區域等於在荷載的週期中失去的能量。由於黏度是對熱激活的塑性變形的阻力，黏性材料將在荷載的週期中失去能量。塑性變形會導致能量損失，這是純彈性材料對荷載週期反應的非典型特徵。
具體而言，黏彈性是一種分子重排。當應力施加到黏彈性材料（如高分子）上時，長鏈高分子的部分位置會改變。這種移動或重排被稱為潛變。即使當其鏈的部分正在重新排列以配合應力時，高分子仍然保持固體物質，並且隨著移動會在材料中產生一個背向應力。當背向應力與施加應力的大小相同時，材料不再蠕變。當初始應力被移除時，積累的背向應力將使高分子恢復到其原始形狀。材料會蠕變，這給出了前綴黏-，並且材料完全恢復，這給出了後綴-彈性性。